# North Tyneside
Il North Tyneside è un borgo metropolitano del Tyne and Wear, Inghilterra, Regno Unito, con sede a Wallsend.
Il distretto fu creato con il Local Government Act 1972, il 1º aprile 1974 dalla fusione del precedente county borough di Tynemouth col borough di Whitley Bay, con i distretti urbani di Longbenton e Seaton Valley (parte).

## Località
Tra le località del distretto ci sono:
- Annitsford
- Backworth
- Battle Hill
- Benton
- Burradon
- Camperdown
- Cullercoats
- Dudley
- Earsdon
- Forest Hall
- Holystone
- Howdon
- Killingworth
- Longbenton
- Meadow Well
- Monkseaton
- Moorside
- Murton
- New York
- North Shields
- Northumberland Park
- Palmersville
- Percy Main
- Preston
- Seaton Burn
- Shiremoor
- Tynemouth
- Wallsend
- Wellfield
- West Allotment
- West Moor
- Whitley Bay
- Willington Quay
- Beaumont Park
- St Mary's Island
- Whitley Lodge